# Broch von Bu

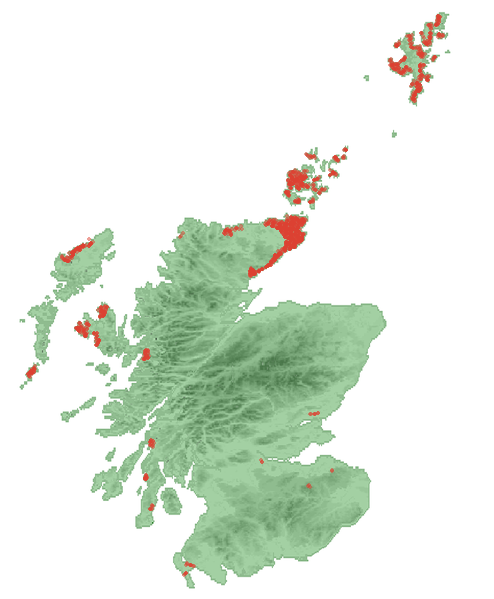
Verbreitung von Brochs – rot

Die Ausgrabungen im Broch von Bu (auch Bu of Cairston Broch genannt), aber auch die im Broch von Howe auf Orkney in Schottland halfen den Ursprung der orkadischen Brochs besser zu verstehen, als es die früheren Grabungen von Gurness und Midhowe vermochten.
Die Ausgrabung von Bu, bei Stromness offenbarte eine Struktur von etwa 9,1 m innerem Durchmesser bei einer Wanddicke von ursprünglich etwa 3,6 m, die später auf 5,2 m vergrößert wurde. Im Zugang gab es noch keine Wächterzelle (englisch guard-cell). Der Innenbereich war im Zentrum mit einem großen Herd und einer Kochstelle ausgefüllt. Außen war der Innenbereich durch radiale Platten unterteilt, die auch Anteil an der Unterstützung des Daches hatten. Diese Strukturierung stimmt in groben Zügen mit der von Round- oder Wheelhouses überein.
Die Radiocarbon-Daten zeigen, dass der Broch 600 v. Chr. und somit viel früher, als es für eine derartige Struktur zu erwarten war, errichtet wurde. Noch frühere Daten liegen vom Roundhouse von Quanterness vor. Dies unterstreicht die Länge des baulichen Experimentierens auf Orkney. Eine Entwicklung vom Roundhouse zum Broch wird auch durch die Ausgrabung von Howe gestützt.
John W. Hedges hat 52 Brochs auf Orkney bestimmt und 80 analysiert. Nur wenige haben doppelwandige Mauern. Die Zugänge haben mitunter Türsicherungen und Wächterzellen (englisch guard-cells). Mindestens 10 Orkneybrochs haben eine eigene Wasserversorgung (Brunnen im Broch von Breckness, Manse of Harray).